# Alberschwende
Alberschwende – gmina w Austrii, w kraju związkowym Vorarlberg, w powiecie Bregencja. Liczy 3182 mieszkańców (1 stycznia 2015). Gmina o charakterze turystycznym.

## Współpraca
Miejscowość partnerska:
- Aßmannshardt – dzielnica Schemmerhofen, Niemcy